# Erich Dietz (Politiker)
Erich Dietz (* 6. August 1899 in Göppingen; † 22. Mai 1980 in Stuttgart) war ein deutscher Politiker.
Dietz war von 1945 bis 1949 Landrat des Landkreises Schwäbisch Hall. 1946 gehörte er als Vertreter der Landräte der Vorläufigen Volksvertretung von Württemberg-Baden an.